# Velká Liachvi
Velká Liachvi (gruzínsky ლიახვი) je řeka v Gruzii (kraj Šida Kartli). Je dlouhá 115 km. Povodí má rozlohu 2 311 km².

## Průběh toku
Odtéká z ledovců na jižním svahu hory Lazg-Citi (3877 m n. m.) ve Velkém Kavkazu. Teče v soutěsce a překonává peřeje. Horní tok a část středního toku se nachází na separatistickém území Jižní Osetie. Údolím řeky je vedena transkavkazská magistrála. Ústí zleva do Kury.

## Využití
Je splavná. Nad vysídlenou obcí Kechvi, 7 km severně od Cchinvali je vodní elektrárna o výkonu 1 MW. Na řece leží město Cchinvali a u jejího ústí město Gori.